# Franklin Bircher
Franklin Emil Bircher, auch Bircher-Rey, (* 31. Mai 1896 in Zürich; † 31. Januar 1988 ebenda, reformiert, heimatberechtigt in Zürich) war ein Schweizer Arzt und Politiker (LdU).

## Leben
Franklin Bircher, Sohn des Maximilian Oskar Bircher-Benner, nahm ein Studium der Medizin an der Universität Zürich auf, das er 1922 mit dem Erwerb des akademischen Grades eines Dr. med. abschloss. In der Folge führte er von 1923 bis 1929 seine eigene Praxis in Bern, daran anschliessend war er in der Privatklinik seines Vaters angestellt. Danach hatte er in den Jahren 1931 bis 1936 die Leitung des Instituts für Ernährungstherapie in Paris inne, bevor er von 1939 bis 1942 erneut als Chefarzt an der Bircher-Benner-Klinik tätig war. In dieser Zeit initiierte er unter anderem die Stiftung Bircher Volkssanatorium in Zürich (1939) sowie die Bircher Höhenstation in Davos (1942). Ab 1946 wirkte er bis zu seinem Tod als Privatarzt in Zürich.
Daneben betätigte sich Franklin Bircher politisch. Er zählte zu den Mitbegründern des Landesrings der Unabhängigen (LdU). In den Jahren 1935 bis 1939 nahm er Einsitz in den Nationalrat.
Franklin Bircher heiratete in erster Ehe 1923 Hedwig geborene Rey, in zweiter Ehe 1950 Alice geborene Jundt. Er verstarb am 31. Januar 1988 vier Monate vor Vollendung seines 92. Lebensjahres in seiner Geburtsstadt Zürich. Er fand seine letzte Ruhestätte auf dem Zürcher Friedhof Fluntern. Seine Grabstätte wurde aufgehoben.

## Wirken
Franklin Bircher genoss als Arzt  internationales Ansehen, obwohl er mehrmals gegen die Schulmedizin Stellung bezog. 1939 setzte er sich erfolgreich für die Zulassung der Chiropraktik im Kanton Zürich ein.

## Schriften
- Ist Gesundheit fotografierbar?, 1978